# Frederik Christian Hjort
Frederik Christian Hjort (28. september 1760 – 3. april 1820) var en dansk præst.
Hjort blev født på Gunderslevholm, hvor hans fader, Peder Hjort (1725 – 1789), der senere blev herredsfoged i Jylland, den gang var forpagter; Moderen hed Else, født Holm (1731 – 1812). Han deponerede fra Viborg Skole 1778, men tog først attestats 1786.
3 år efter (1789) blev han sognepræst i Hyllested og Rosmus i Aarhus Stift, i hvilket embede han døde. Samme år, han blev præst, ægtede han Karen Bagge (død 1840) fra Holme præstegård ved Århus. Deres datter Louise Theodora Petrine ægtede hans eftermand Peter Worm.
I sin lange studentertid dyrkede han mere muserne end alvorlige studier. I datidens periodiske skrifter findes en del digte af ham, ligesom han udgav adskillige anekdotsamlinger og humoristiske småskrifter af meget tvivlsomt værd.